# 涼香
涼香（Ryohka，2月6日—）是日本女性插畫家。神奈川縣橫濱市出身。主要擔當十八禁美少女遊戲的原畫和人物設計等工作。

## 作品列表
成人遊戲原畫
- 魔法少女Twin☆kle（feng、2005年3月4日）
- White Princess the second（KID、2005年8月25日、PS2遊戲）
- 歡迎來到Pia Carrot!!G.P.（Piaキャロットへようこそ!!G.P. ～グランド・オープン～）（Cocktail Soft、2008年1月25日）
  - 歡迎來到Pia Carrot!!G.P.FD（Cocktail Soft、2008年9月26日、FanDisk）
- 望見青空之丘（青空の見える丘）（feng、2006年4月21日）
- 染紅的街道（あかね色に染まる坂）（feng、2007年7月27日）
  - 染紅的街道 平行（あかね色に染まる坂 ぱられる）（GN Software、2008年8月14日、PS2遊戲）
- WIZARD GIRL AMBITIOUS（Sugar pot、2008年10月24日）
- 架向星空之橋（星空へ架かる橋）（feng、2010年10月15日）
  - 架向星空之橋AA（星空へ架かる橋AA）（feng、2012年4月27日）
- 最終戀愛遊戲（ファイナル恋愛ゲーム）（EX-ONE、停止開發）
- 她的聖域（feng、2014年12月19日）
  - 妹妹的聖域（feng、2015年8月28日）
  - 學校的聖域（feng、2016年10月28日）

動畫插畫
- 純白交響曲第7話片尾插畫
- 輪迴的拉格朗日 season2第5話片尾插畫
- 請問您今天要來點兔子嗎？第10話片尾插畫
- 絕對雙刃第11話片尾插畫
- 舞武器·舞亂伎第4話片尾插畫
- 廢天使加百列第10話片尾插畫
- 不正經的魔術講師與禁忌教典第11話片尾插畫

輕小說插畫
- 花×華（岩田洋季著，電擊文庫）
- 第101篇百物語（著，MF文庫J）

其他
- （ASCII MediaWorks、2009年5月30日發售、ISBN 978-4-04867-645-8）封面插畫

## 外部連結
- 涼屋（SUZUYA） （页面存档备份，存于）（同人社團）（日語）
- 涼香 (ryohka_jp)的X（前Twitter）（日語）